# Eroze demokracie

Země autokratizující (červená) nebo demokratizující (modrá) podstatně a významně (2010–2020). Země označené šedou barvou se v podstatě nezměnily.

Eroze demokracie je proces postupného zhoršování kvality demokratických institucí, který může případně vyústit ve ztrátu demokratického charakteru státu. Politoložka Nancy Bermeová dospěla k závěru, že postupná eroze demokracie se po skončení studené války stala běžnějším způsobem zániku demokracií než náhlý puč nebo masivní volební podvod. Po ekonomické krizi roku 2008 se eroze demokracie stala světovým problémem. Vládci mnoha zemí oslabují nezávislosti soudů, svobodu tisku, práva menšin či apolitičnost veřejné správy a zároveň alespoň zpočátku udržují demokratickou fasádu. Za možný protilék eroze demokracie se považuje aktivní občanská společnost v zemi.